# Санґай
Санґа́й (кечуа, ісп. Sangay) — діючий вулкан на східних схилах Кордильєри-Реаль, на території Еквадора. Розташований у верхів'ях приток річки Мараньйон.
Вулкан має складну будову: на древній андезитовий стратовулкан насаджений молодий конус. Древній стратовулкан сильно розчленований ущелинами глибиною до 600 метрів.
Сучасна споруда має вік близько 14 тисяч років і побудована в підковоподібних кальдерах двох попередніх споруд, які були зруйновані обвалами на схід, при чому лавини уламків дійшли до Амазонської низовини,
На вершині молодого конуса є кратер, у якому міститься менший активний конус. З кратера схилами спускаються довгі лавові потоки.
Абсолютна висота 5 230 м над рівнем моря. найдавніше відоме історичне виверження датується 1628 роком.
Це найпівденніший і найактивніший вулкан країни, відомий постійними вибухами та хмарами попелу, з якого сформована його вершина. Падаючи, попіл вкриває навколишню територію товстим шаром.
У період, коли вулкан не діє, вершина вкрита снігом.